# Lietuvos Lyga 1935
L'edizione 1935 del Lietuvos Lyga fu la 14ª del massimo campionato di calcio lituano; il titolo fu vinto dal Kovas Kaunas, giunto al suo 5º titolo.

## Formula
In questa stagione si tornò alla formula a gironi basati sui distretti, usata per l'ultima volta nel 1930. In questo caso i gironi furono addirittura sette, ognuno dei quali con formule differenti. Di molti distretti non è nota la formula usata, né i risultati degli incontri, né il nome di tutte le squadre, ma solo il numero delle formazioni e il nome delle finaliste. I vincitori di ciascuno dei sette gironi passò alla seconda fase, una sorta di play-off per il titolo con partite in gara unica.

## Prima fase

### Girone di Kaunas
|  | Pos. | Squadra       | Pt | G  | V | N | P | GF | GS | DR  |
|  | ---- | ------------- | -- | -- | - | - | - | -- | -- | --- |
|  | 1.   | Kovas Kaunas  | 13 | 10 | 6 | 1 | 3 | 24 | 15 | +9  |
|  | 1.   | MSK Kaunas    | 13 | 10 | 5 | 3 | 2 | 21 | 8  | +1  |
|  | 3.   | LFLS Kaunas   | 11 | 10 | 4 | 3 | 3 | 23 | 18 | +3  |
|  | 4.   | LGSF Kaunas   | 10 | 10 | 3 | 4 | 3 | 18 | 24 | -6  |
|  | 5.   | Tauras Kaunas | 5  | 10 | 2 | 3 | 5 | 10 | 18 | -8  |
|  | 6.   | CJSO Kaunas   | 4  | 10 | 2 | 2 | 6 | 10 | 23 | -13 |

#### Spareggio
| Squadra 1    | Risultato | Squadra 2  |
| ------------ | --------- | ---------- |
| Kovas Kaunas | 2 - 1     | MSK Kaunas |

### Girone di Klaipeda
|  | Pos. | Squadra         | Pt | G | V | N | P | GF | GS | DR  |
|  | ---- | --------------- | -- | - | - | - | - | -- | -- | --- |
|  | 1.   | KSS Klaipeda    | 8  | 4 | 4 | 0 | 0 | 24 | 1  | +23 |
|  | 2.   | Saulys Klaipeda | 4  | 4 | 2 | 0 | 2 | 6  | 11 | -5  |
|  | 3.   | MSK Klaipeda    | 2  | 2 | 1 | 0 | 2 | 5  | 13 | -8  |
|  | 4.   | KDS Klaipeda    | 0  | 3 | 0 | 0 | 3 | 1  | 11 | -10 |

### Girone di Šiauliai

#### Sottogirone urbano
|  | Pos. | Squadra          | Pt | G | V | N | P | GF | GS | DR  |
|  | ---- | ---------------- | -- | - | - | - | - | -- | -- | --- |
|  | 1.   | Sakalas Šiauliai | 10 | 5 | 5 | 0 | 0 | 25 | 1  | +24 |
|  | 2.   | VIII PP Šiauliai | 7  | 5 | 3 | 1 | 1 | 18 | 14 | +4  |
|  | 3.   | ŠSK Šiauliai     | 7  | 5 | 3 | 1 | 1 | 16 | 13 | +3  |
|  | 4.   | Makabi Šiauliai  | 3  | 5 | 1 | 1 | 3 | 11 | 18 | -7  |
|  | 5.   | LGSF Šiauliai    | 3  | 5 | 1 | 1 | 3 | 7  | 18 | -11 |
|  | 6.   | JSO Šiauliai     | 0  | 5 | 0 | 0 | 5 | 3  | 16 | -13 |

#### Sottogirone provinciale
Hanno partecipato 10 squadre, ma è noto solo il nome delle due finaliste, senza il punteggio dell'incontro di finale.
| Squadra 1       | Risultato | Squadra 2    |
| --------------- | --------- | ------------ |
| Šaulys Kuršėnai | ? - ?     | JSO Kuršėnai |

#### Spareggio
| Squadra 1        | Risultato | Squadra 2       |
| ---------------- | --------- | --------------- |
| Sakalas Šiauliai | 9 - 1     | Šaulys Kuršėnai |

### Girone di Sudovia
Hanno partecipato 12 squadre, ma è noto solo il risultato della finale.
| Squadra 1       | Risultato | Squadra 2 |
| --------------- | --------- | --------- |
| Orija Kalvarija | 2 - 1     | Sveikata  |

### Girone di Panevėžys
|  | Pos. | Squadra          | Pt | G | V | N | P | GF | GS | DR  |
|  | ---- | ---------------- | -- | - | - | - | - | -- | -- | --- |
|  | 1.   | Šaulys Panevėžys | 4  | 2 | 2 | 0 | 0 | 9  | 1  | +8  |
|  | 2.   | MSK Panevėžys    | 2  | 2 | 1 | 0 | 1 | 6  | 4  | +2  |
|  | 3.   | JSO Panevėžys    | 0  | 2 | 0 | 0 | 2 | 1  | 11 | -10 |

### Girone di Telšiai
Hanno partecipato 10 squadre, ma è noto solo il risultato della finale.
| Squadra 1       | Risultato | Squadra 2   |
| --------------- | --------- | ----------- |
| Džiugas Telšiai | 3 - 1     | Šaulys Seda |

### Girone di Ukmergė
Hanno partecipato 6 squadre, ma è noto solo il risultato della finale.
| Squadra 1      | Risultato | Squadra 2      |
| -------------- | --------- | -------------- |
| Šaulys Ukmergė | 2 - 1     | Sparta Ukmergė |

## Seconda fase

### Primo turno
| Squadra 1        | Risultato | Squadra 2       |
| ---------------- | --------- | --------------- |
| Sakalas Šiauliai | 3 - 1     | Džiugas Telšiai |

### Secondo turno
| Squadra 1        | Risultato | Squadra 2        |
| ---------------- | --------- | ---------------- |
| Sakalas Šiauliai | ? - ?     | Šaulys Panevėžys |
| Šaulys Ukmergė   | 5 - 0     | Orija Kalvarija  |

### Semifinali
| Squadra 1    | Risultato | Squadra 2        |
| ------------ | --------- | ---------------- |
| Kovas Kaunas | 6 - 2     | Šaulys Ukmergė   |
| KSS Klaipeda | 7 - 0     | Sakalas Šiauliai |

### Finale
| Squadra 1    | Totale | Squadra 2    | Andata | Ritorno |
| ------------ | ------ | ------------ | ------ | ------- |
| Kovas Kaunas | 3 - 2  | KSS Klaipeda | 1 - 1  | 3 - 1   |